# Nachal Karkur
Nachal Karkur (hebrejsky נחל כרכור) je vádí v jižním Izraeli, v severní části Negevské pouště.
Začíná v nadmořské výšce přes 400 metrů severně od města Beerševa, ve vrchovině Gva'ot Lahav, konkrétně na svazích hory Giv'ot Goral. Směřuje pak k západu polopouštní krajinou. Podchází těleso železniční trati Tel Aviv-Beerševa a dálnice číslo 40. Míjí rozptýlené beduínské osady a poblíž dálnice číslo 25 ústí zprava do vádí Nachal Patiš.